# Chrysta Bell (EP)
Chrysta Bell è il secondo EP dell'omonima cantante statunitense pubblicato il 2 marzo 2018.

## Tematiche
Il disco ha come filo conduttore il corteggiamento e la passione di una relazione d'amore che porta euforia.

## Tracce
Testi e musiche di Chrysta Bell e Christopher Smart.
1. Undertow – 5:17
2. 52 Hz – 4:00
3. Everest – 3:45
4. Blue Rose – 5:05

Durata totale: 18:07